# グルーのパラドックス
グルーのパラドックス（英: grue paradox）とは、帰納にまつわるパラドックス。アメリカの哲学者ネルソン・グッドマンによって「帰納法の新たな謎」（new riddle of induction）というタイトルの論文の中で発案された。書籍「Fact, fiction, and forecast」（和訳著書は「事実・虚構・予言」）の第三章に収録されている。

## パラドックスの概要
グルー(grue)とは、緑を意味する英語グリーン(green)と、青を意味する英語ブルー(blue)から作った言葉で、たとえば、「2049年12月31日までに初めて観察された緑(green)のものと2050年1月1日以降に初めて観察された青(blue)のものを指す言葉」と定義される。グルーは、緑と青の切れ目にどの時点をとるかで無数の定義がありうるが、この言葉は「2049年12月31日までは緑、2050年1月1日以降は青を意味する言葉」と定義されたわけではないので、時間経過によって変化するような定義を与えたわけではない。このとき「エメラルドは緑である」という命題について考えると、2000年の段階でわれわれが持つ証拠はすべて、同時に「エメラルドはグルーである」という命題の証拠でもあることから、この2つの命題は同じくらい強く検証されている。しかしながら、2050年以降に初めて観察されるエメラルドがどういう色を持つかについてはこの2つの命題はまったく異なる予測をすることになる。 
このパラドックスはヒュームの懐疑主義をうけて、その深刻さを示すものである。ヒューム的な懐疑を避けるために斉一性原理（すでに観察したものはまだ観察していないものと似ている）を認めたとしても、どういう斉一性を想定するか（エメラルドは緑だという斉一性か、エメラルドはグルーだという斉一性か）によって、事実上あらゆる予測が斉一性原理と両立してしまう、ということを示している。
われわれは、無意識に投射可能（projectible）な述語（緑はこちらに分類される）とそうでない述語（グルーはこちらに分類される）を分け、投射可能な述語のみを帰納に使う。しかし、投射可能性を正確に定義することも投射可能な述語だけが帰納に使えると考える根拠を示すことも非常に困難である。